# 六条家
六条家（ろくじょうけ）は、村上源氏久我家庶流にあたる公家・華族。公家としての家格は羽林家、華族としての家格は子爵家。
歌道家として著名な六条藤家は別系（藤原北家末茂流）である。

## 概要
鎌倉時代前期の太政大臣・久我通光の五男六条通有を家祖とする。家格は羽林家、旧家。
家祖の通有は右近衛中将止まりだったうえ父から遺領に預かれなかったが、その子有房は後宇多上皇の信任を得て院使として朝幕間の交渉に当たり、内大臣まで昇進した。また有房とその息子有忠は書道家と歌人として名声を得た。
戦国時代に一時中絶するも、冷泉為純の四男有広によって再興された。
江戸時代の家禄は265石。菩提所は百万遍源光院。家業は有職故実。
明治維新後の1869年に公家と大名家が華族として統合されると六条家も旧公家として華族に列した。
1870年12月10日に定められた家禄は、現米で323石。1876年8月5日の金禄公債証書発行条例に基づき家禄と引き換えに支給された金禄公債の額は1万1710円38銭8厘（華族受給者中339位）。
明治17年（1884年）7月7日の華族令の施行で華族が五爵制になると、同8日に大納言直任の例がない旧堂上家として有熙が子爵を授けられた。彼の跡、子爵位はその息子有直、ついで有直の息子有康と襲爵された。有直は宮内省官僚だった。有康は南九州短期大学学長や日本文化振興会の4代会長を務めた。
六条子爵家の邸宅は昭和前期に東京市品川区上大崎中丸にあった。

## 歴代当主
1. 六条通有（? - ?）
2. 六条有房（1251年 - 1319年）
3. 六条有忠（1281年 - 1339年）
4. 六条有光（1310年 - ?）
5. 六条有孝（1348年 - 1392年）
6. 六条有定（1385年 - 1448年）
7. 六条有継（1435年 - 1512年）
8. 六条有雄（? - ?）
9. 六条有広（1564年 - 1616年）
10. 六条有清（? - ?）
11. 六条有純（1604年 - 1644年）
12. 六条有和（1624年 - 1686年）
13. 六条有綱（1654年 - 1698年）
14. 六条房忠（1668年 - 1735年）
15. 六条有藤（1672年 - 1729年）
16. 六条有起（1701年 - 1778年）
17. 六条有栄（1727年 - 1787年）
18. 六条有庸（1752年 - 1829年）
19. 六条有福（1779年 - 1781年）
20. 六条有輝（1781年 - 1783年
21. 六条有家（1770年 - 1815年）
22. 六条有言（1791年 - 1846年）
23. 六条有容（1814年 - 1890年）
24. 六条有義（1830年 - 1903年）
25. 六条有熙（1862年 - 1924年）
26. 六条有直（1888年 - 1941年）
27. 六条有康（1923年 - ）
28. 六条宏一（1957年 - ）